# Глухи До (Бар)
Глухи До је насељено мјесто у општини Бар, област Црмница, Црна Гора.

### Демографија
- Црногорци – 109
- Срби – 37
- Бошњаци – 9
- Муслимани – 2
- Хрвати – 1
- неизјашњени – 4
- остали – 14
- Укупно: 176